# De frivillige sønderjyske brandværn
De frivillige sønderjyske brandværn er en dansk dokumentarfilm fra 1951 med instruktion og manuskript af Ole Berggreen.

## Handling
De frivillige, sønderjyske brandværns udstyr, øvelser og sammenkomster. Optagelser af en brandslukning viser resultatet af samarbejdet mellem de forskellige værn.